# Ondskan (film)
Ondskan är en svensk dramafilm som hade biopremiär i Sverige den 26 september 2003, regisserad av Mikael Håfström och baserad på Jan Guillous roman med samma namn.
Filmen belönades med tre guldbaggar, bland annat för bästa film, och nominerades till en Oscar för bästa utländska film.

## Handling
Filmen, som utspelar sig 1959–1960, handlar om den 16-årige Erik Ponti vars liv inte varit lätt. Eriks far dog när Erik var liten och nu bor han med sin mor och styvpappa, som är tillfreds med att ständigt misshandla Erik. Eriks läshuvud räcker till, trots att han har dåliga betyg, och lärarna på hans skola kan inget göra för att hjälpa honom. Hans beteende har gått för långt; han slåss och stjäl och efter att ha grovt misshandlat en skolkamrat får han besked av rektorn att han aldrig mer kommer att kunna sätta sin fot på ett allmänt läroverk i Sverige. Eriks mor blir då, utan sin mans vetskap, tvungen att sälja allt hon har av värde för att låta Erik åka till den dyra internatskolan Stjärnsberg.
På Stjärnsberg tillämpas kamratuppfostran och det är eleverna som håller ordning på skolan. Erik blir snart nära vän med sin rumskamrat Pierre Tanguy som är lite mer av den försiktigare sorten som mest håller sig i bakgrunden och inte vill synas. Erik kan inte låta bli att protestera när han och hans vänner blir utsatta för misshandel och hån av de äldre eleverna och rådsmedlemmarna. Han gör allt för att undvika relegering, eftersom det här är hans sista chans att nå gymnasiet. Den som slår en rådsmedlem bestraffas med "rellen" direkt. Vid sidan av studierna är Erik en vältränad simmare, och vinner skolmästerskapet i detta. Erik har även fattat tycke för flickan i köket, finskan Marja, men umgänge med kökspersonalen är strängt förbjudet. Erik och Marja kan ändå inte låta bli att träffas och när sanningen kommer fram blir Erik relegerad, och gör allt för att få skolan att ta tillbaka relegeringen; han tar bland annat hjälp av en advokat. Sedan får han avsluta sin termin ifred, dock utan Pierre som fått nog av kränkningarna och lämnat skolan. Efter avslutningen åker Erik hem och tar itu med sin styvfar. Och hotar att bryta ner honom fysiskt och mentalt om han så mycket som lägger ett finger på  honom eller hans mor igen.
Några månader senare återförenas Pierre och Erik och förbereder inför nya resor i livet.

## Rollista (urval)
- Andreas Wilson – Erik Ponti
- Henrik Lundström – Pierre Tanguy
- Gustaf Skarsgård – Otto Silverhielm
- Linda Zilliacus – Marja
- Jesper Salén – Gustaf Dahlén
- Filip Berg – Johan
- Peter Eggers – Karl von Rosen
- Sanna Mari Patjas – Stina
- Johan Rabaeus – Eriks styvfar
- Marie Richardson – Eriks mor
- Magnus Roosmann – Tosse Berg, idrottslärare
- Ulf Friberg – Tranströmer, biologilärare
- Lennart Hjulström – Lindblad, rektor på Stjärnsberg
- Mats Bergman – Melander, historielärare
- Kjell Bergqvist – Gunnar Ekengren, advokat
- Björn Granath – rektor på allmänna läroverket
- Fredrik af Trampe – von Schenken
- Petter Darin – von Seth
- Christian Hollbrink – Dinkelspiel
- Richard Danielsson – Karlberg
- Martin Svane – Leffler
- Per Westergren – Lewenheusen
- Henrik Linnros – Beijer
- Theodor Hoffsten – Lagerros
- Adam Pålsson – Nerslagen kille
- Danny Saucedo – klasskamrat

## Produktion
Filmen regisserades av Mikael Håfström. Produktionen av filmen stod under Ingemar Leijonborg och Hans Lönnerheden, och filmens manus skrevs av Hans Gunnarsson, Håfström och Klas Östergren.
Under rollfördelningen hade det gjorts provspelningar för över 120 sökande, och när det återstod endast två veckor innan inspelningsstart hade ännu ingen huvudrollsinnehavare hittats. Slutligen hittade Håfström skådespelaren Andreas Wilson, en ung modell som han tidigare hade träffat på en födelsedagsfest. Håfström kontaktade de personer som hade varit på festen för att få Wilsons telefonnummer, varefter han ringde honom och bad honom att komma över. Håfström var omedelbart säker på att han hade hittat den rätta huvudrollsinnehavaren, och efter några fysiska prov fick Wilson huvudrollen. Före inspelningen gick Wilson en simkurs för att lära sig att simma crawl i den stil simmare använde under 1950-talet.
Filmandet pågick under 30 dagar från början av oktober till november 2002. Skolan Stjärnsberg i filmen är en verklighetsbaserad internatskola, inspirerad av Jan Guillous vistelse på Solbacka läroverk. Den ursprungliga byggnaden fungerar idag som ett konferenshotell, men hade renoverats till en sådan grad att Håfström ansåg att det inte skulle se bra ut på film. Istället filmade man Stjärnsbergs utescener på Görvälns slott i Jakobsberg. Matsalen i filmen byggdes upp i en studio som en kopia av den ursprungliga skolmatsalen, baserad på fotografier från den tiden. Simbassängsscenerna filmades i Gubbängsskolan.

## Mottagande
Filmen har fått ett mestadels gott mottagande från publiken och från olika filmkritiker. Filmen har ett genomsnittsbetyg på 61/100 enligt webbplatsen Metacritic. Filmen blev också nominerad en Oscar för bästa utländska film under Oscarsgalan 2004, som hade valts ut som ett av fem nominerade. Under Guldbaggegalan blev filmen nominerad inom sju kategorier, varav filmen belönades pris för Bästa film, Bästa foto och Bästa scenografi. Övriga nomineringar som den inte belönades för var Bästa regi, Bästa manus, Andreas Wilson som Bästa manliga huvudroll och Gustaf Skarsgård som Bästa manliga biroll.
Filmen visades först vid Cannesfestivalen 2003. Den första offentliga visningen var på Toronto International Film Festival i september samma år. Den svenska biopremiären skedde den 26 september, och filmen blev en stor kommersiell framgång med över 100.000 svenska biobesökare under premiärhelgen. Filmen sålde över hela världen (130 länder) och är en av de mest spridda svenska filmerna genom tiderna. Mikael Håfström blev erbjuden en internationell karriär och regisserade tre filmer för de beryktade Weinstein-bröderna.